# Klara von Assisi

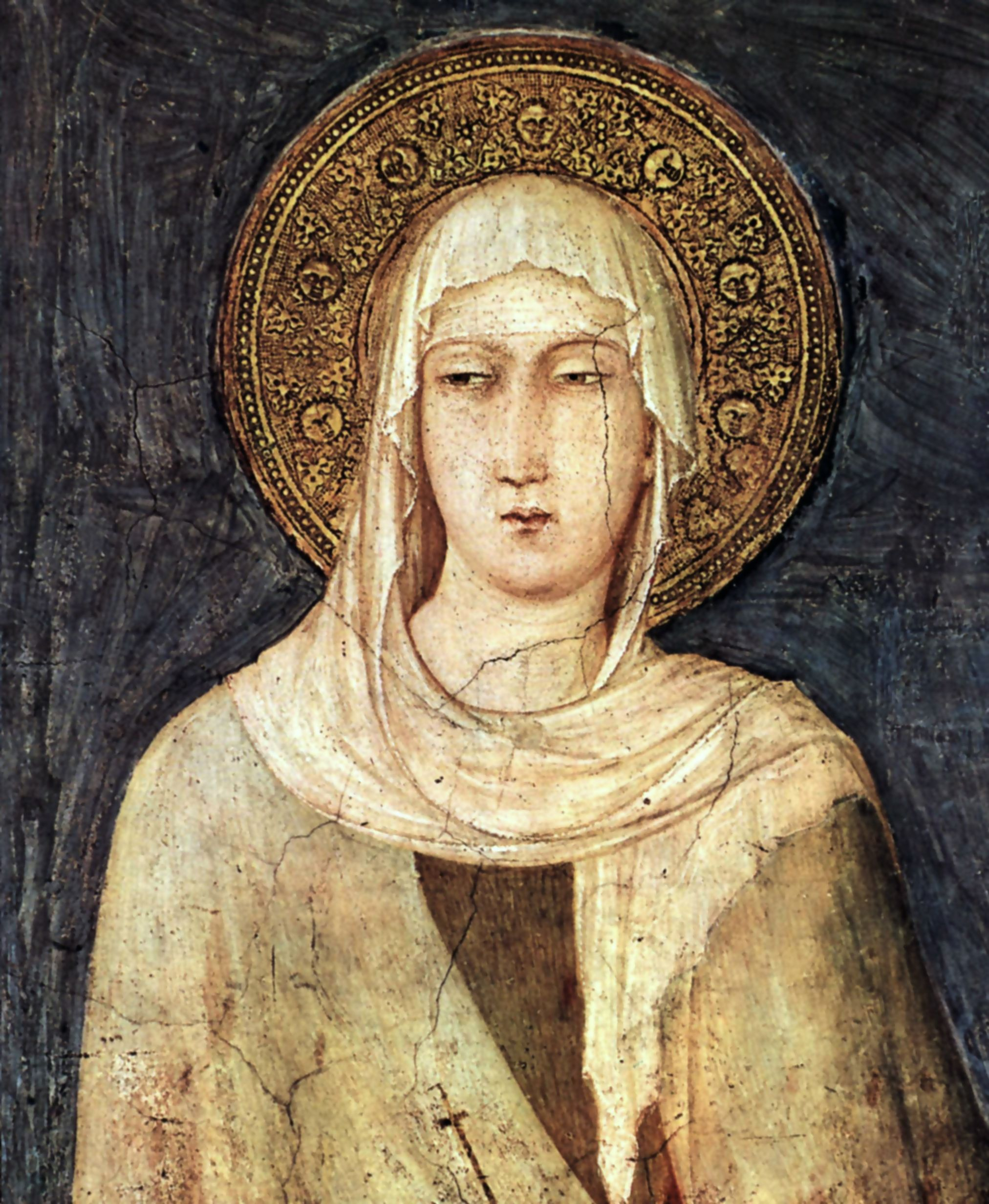
Fresko der heiligen Klara von Simone Martini in der Kapelle der Unterkirche der Basilika San Francesco in Assisi (14. Jh.)

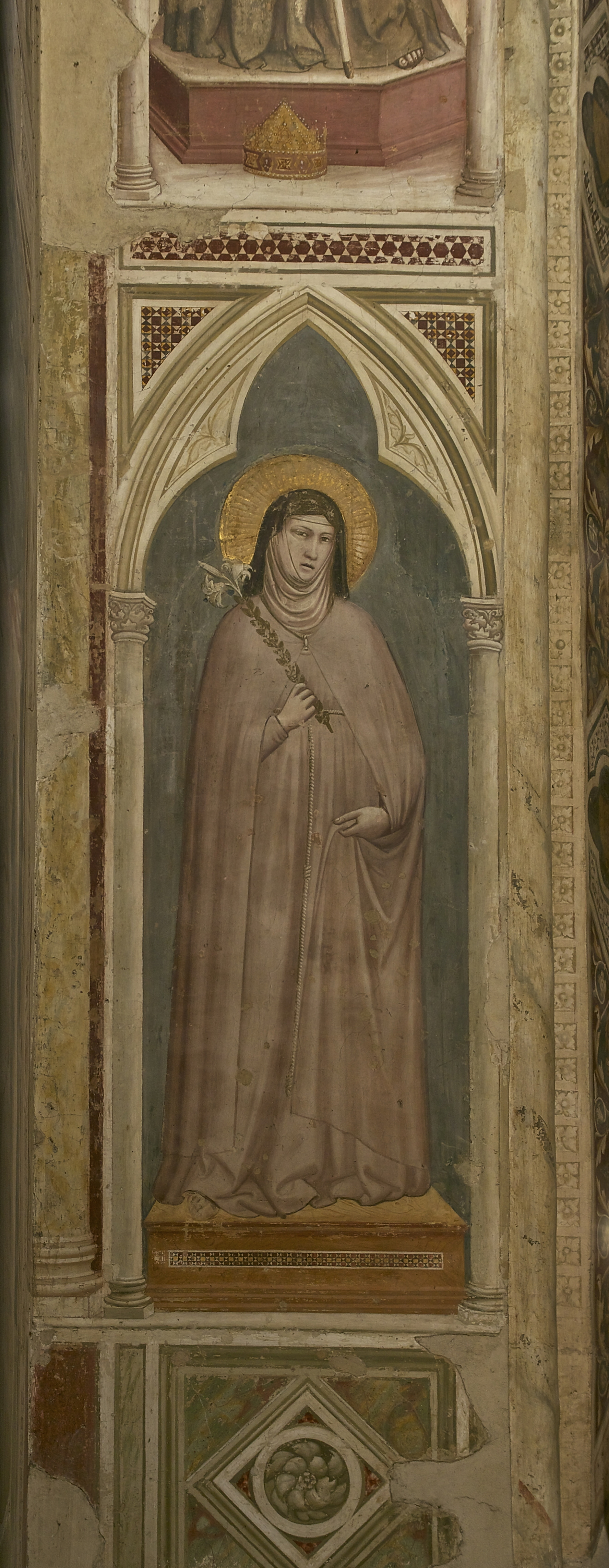
Fresko der heiligen Klara von Giotto di Bondone in der Kapelle Bardi der Basilika Santa Croce in Florenz. (14. Jh.)

Klara von Assisi (* 1193 oder 1194 in Assisi in Umbrien; † 11. August 1253 in San Damiano, Assisi) war die Gründerin des kontemplativen Ordens der Klarissen.

## Leben
Klara (italienisch: Chiara) wurde als Tochter des Adeligen Favarone di Offreduccio di Bernadino 1193 oder 1194 geboren. Beeinflusst durch das Vorbild des heiligen Franziskus, den sie im Dom zu Assisi hatte predigen hören, verließ sie in der Nacht zum Palmsonntag den 18./19. März 1212 ihr wohlhabendes, adliges Elternhaus und legte in der kleinen Kirche Portiunkula das Gelübde eines Lebens nach den evangelischen Räten ab. Franziskus bekleidete sie „mit einem ärmlichen Gewand“ und schnitt ihr die Haare ab.
Klara widmete sich fortan der Nachfolge Christi in radikaler Armut. Franziskus brachte sie zunächst bei Benediktinerinnen unter. Ihre Schwester, die heilige Agnes von Assisi, folgte ihrem Beispiel nur sechzehn Tage später. Nachdem Franziskus die Kapelle von San Damiano wiederhergestellt und dort eine Unterkunft geschaffen hatte, siedelten Klara und ihre Schwester dorthin über, wo sich ihnen rasch andere Frauen anschlossen, darunter weitere Schwestern, Freundinnen, ihre Tante und ihre verwitwete Mutter.
Klaras Mut und Gottvertrauen haben viele ihrer Zeitgenossen beeindruckt. So trat sie bei einem Überfall der Sarazenen im Jahre 1240 diesen mit der Monstranz entgegen. Dasselbe tat sie, als Assisi ein Jahr später vom kaiserlichen Heer belagert wurde. Ihr ikonographisches Heiligenattribut ist daher die Monstranz, zuweilen auch der Kelch.
Bis zu ihrem Tode blieb Klara in der Klausur des Klosters von San Damiano und lebte nach der von ihr 1216–1217 geschriebenen Ordensregel, die nach ihren Worten darin bestand, „einfach das Evangelium unseres Herrn Jesus Christus zu beachten“. Bis zu ihrem Tod kämpfte sie um die kirchliche Anerkennung dieser Lebensform, um das „Privileg der Armut“. Der Papst war nämlich der Ansicht, dass die von Klara geschriebene Regel zu streng und daher nicht einzuhalten sei. Die Anerkennung der Ordensregel gewährte ihr Papst Innozenz IV. erst am 9. August 1253, kurz vor ihrem Tod. Die Bulle Solet annuere wurde Klara am 10. August überbracht, am 11. August starb Klara.

## Verehrung
Die sterblichen Überreste Klaras werden in der Krypta der Basilika Santa Chiara in Assisi verehrt.
Die Ordensregel der Klarissen war die erste Ordensregel der Geschichte, die eine Frau für Frauen geschrieben hatte. Die Regel ist für die damalige Zeit erstaunlich demokratisch – sie betont insbesondere die Eigenverantwortung jeder einzelnen Schwester. Viele Frauen in ganz Europa fühlten sich davon angesprochen, traten bei den Klarissen ein oder gründeten selbst Klarissenkonvente, so auch Agnes von Prag. Die Klarissen sind neben den Unbeschuhten Karmelitinnen der größte Frauenorden der katholischen Kirche.
Rund zwei Jahre nach ihrem Tode, am 15. August 1255, sprach Papst Alexander IV. Klara von Assisi heilig. Papst Pius XII. ernannte sie am 17. Februar 1958 in einem Apostolischen Schreiben zur Schutzpatronin des Fernsehens. Denn als klausurierte Nonne konnte sie nicht zugegen sein, als Franziskus bestattet wurde, doch dank der Gnade Gottes – so die Legende – das Begräbnis aus der Ferne sehen. Der Gedenktag der heiligen Klara in der katholischen und der anglikanischen Kirche und in einigen evangelischen Konfessionen ist der 11. August. Der Kölner Klarenaltar ist der hl. Klara geweiht.
Im haitianischen Voodoo wird Klara von Assisi mit dem weiblichen Geistwesen Ayizan synkretisiert und verehrt.

## Galerie

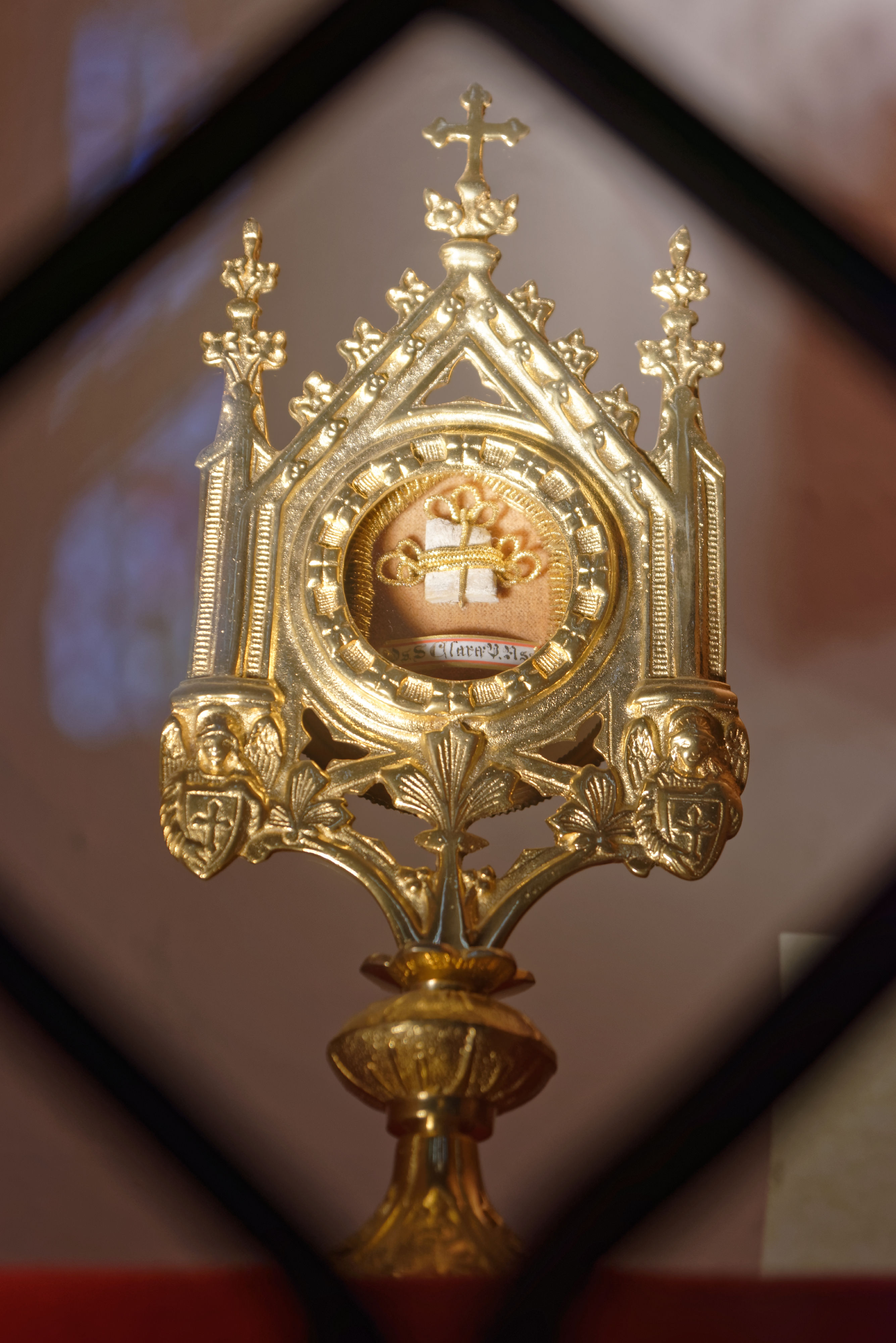
Reliquiar der heiligen Klara in St. Jakobus in Rüdesheim am Rhein
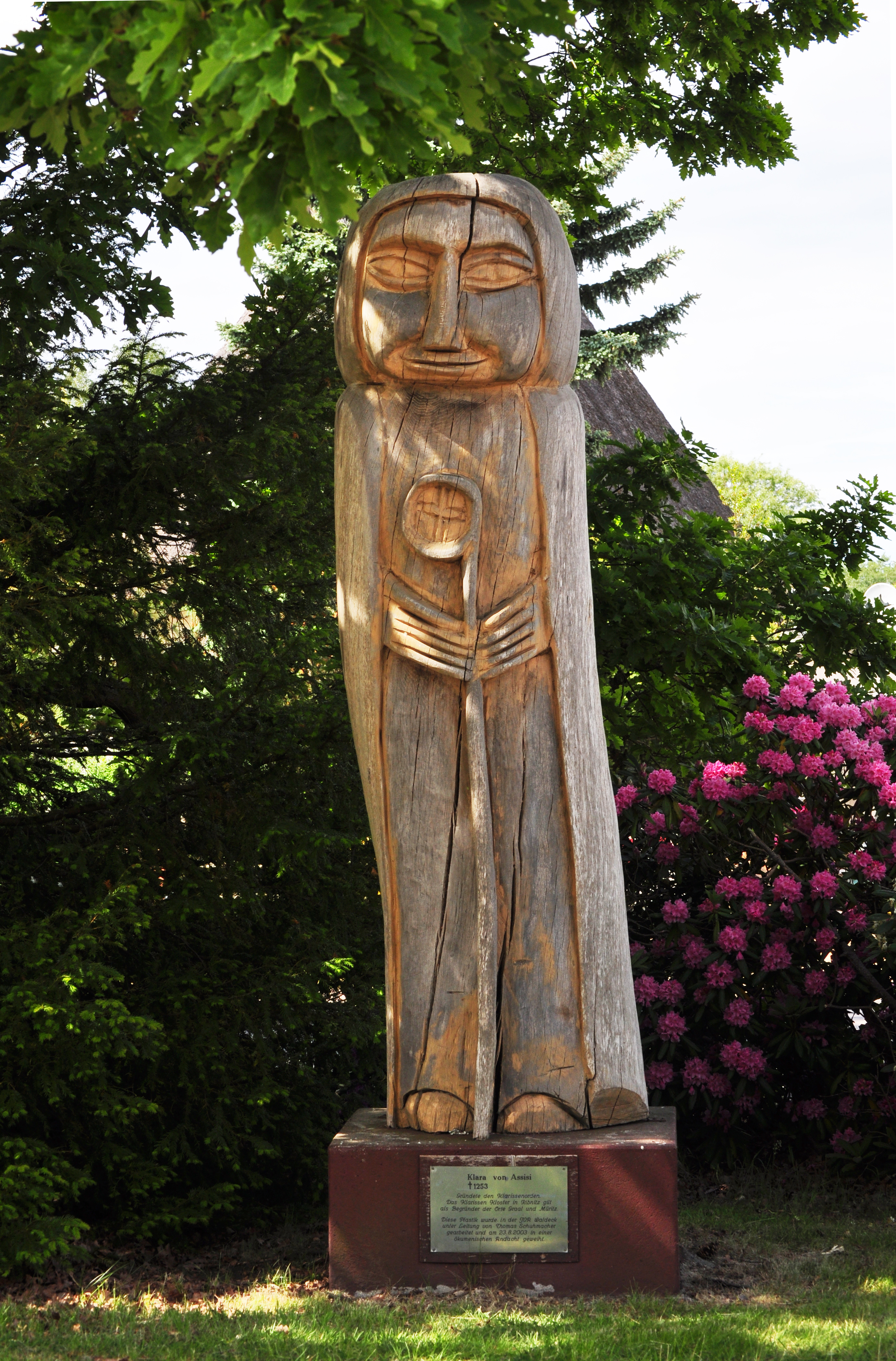
Statue der Heiligen in Graal-Müritz

## Film
Im Jahr 2022 entstand der Spielfilm Chiara, in der Klara von Assisi von Margherita Mazzucco dargestellt wird.